# Історія Lego в Україні
Данська компанія із виробництва іграшок LEGO почала свою діяльність в Україну в 1993 році . Спершу вони були доступні лише в обмежених обсягах і за високими цінами, а реалізація відбувалась через окремі відділи універмагів у великих містах, зокрема в ЦУМах і магазинах Дитячий світ. Зустрічалися також у неочікуваних місцях — відділах у магазинах одягу чи універсальних крамницях. Постачання здійснювали офіційні дистриб'ютори, такі, як «Belleville Ltd», які працювали з меншими торговельними мережами. Це дозволяло LEGO заощаджувати на складських витратах та зменшувати безлад у контрактах . Компанія LEGO у свою чергу співпрацювала із великими торговельними мережами, де вони створювали брендовані Lego відділи. У ті часи їх просто називали «лего отделами».

LEGO бренд на території України

Приблизно з 1994 року Lego почало надходити у широкий роздрібний продаж — у великі магазини великих міст. Є свідчення про наявність у продажу наборів, які вже на той момент були зняті з виробництва, що підтверджує певну затримку постачання.
Вже із 1993 по 1995 роки транслювалася дитяча телевізійна гра "Еники-Беники", котра виходила на українському каналі УТ-1. Ведучими програми були молоді актори театру Римма Зюбіна та Анатолій Суханов. Незабаром після закриття передачі та ж знімальна група почала випускати нову дитячу гру «Лего-експрес» з тими самими ведучими .
"Лего-експрес" — дитяча телевізійна гра, яка з 1995 по 1997 роки транслювалася та виходила на українському каналі УТ-1 з 21 жовтня 1995 року по 15 грудня 1996 року, а потім на каналі ICTV з 5 січня до 28 грудня 1997 року. Це було сімейне телевізійне ігрове шоу. У програмі змагалися дві команди сімей, які виконували завдання з LEGO, розгадували загадки та проявляли креативність у творчих випробуваннях. Ведучими шоу були Римма Зюбіна та Анатолій Суханов .
З 1997 по 1999 роки LEGO стало помітно поширенішим завдяки появі спеціалізованих магазинів, таких як Будинок іграшок, Антошка, Чудо-Острів та інших. Перший офіційний каталог, виготовлений спеціально для України, датується першим півріччям 1998 року.
У 2010-х роках на ринку з'явилися магазини, які зосередилися виключно на продажу LEGO, наприклад, Constructors. Це приватні торгові точки, які, ймовірно, мають прямі зв'язки з LEGO Group, хоча формально не є офіційними LEGO Stores.
На відміну від європейських країн, в Україні ніколи не існувало офіційних LEGO магазинів у повному розумінні цього терміна. В широкий продаж в Україні LEGO почали постачати у 1994-му році. У великих магазинах великих міст, такі як ЦУМ, Дитячий світ та інші, були створені брендовані відділи продажу, які яскраво виділялися на фоні пострадянських торговельних залів.
Із початку 2010-х років популярність Lego стрімко зросла також завдяки широкому доступу до швидкісного інтернету, що дало змогу легше замовляти конструктори онлайн. У 2025 році в Україні діє безліч торгових каналів: від великих національних ритейлерів до приватних мінімагазинів і магазинів за інтересами, що пропонують продукцію Lego в широкому ціновому діапазоні.

## Розвиток блогерської спільноти
До 2022 року українськомовний LEGO контент був обмеженим, але працювали різні блогери та спільноти, зокрема Ігнат Хлебніков, Ukrainian_Studio Drymba, RLUG Ukrbricks та інші. В період з початку повномасштабного вторгнення і аж донині відбувся поштовх для YouTube, TikTok, Discord, Viber та Instagram, який стимулював активнішу появу та розвиток українськомовного LEGO контенту. На даний момент є чимало українських блогерів та спільнот, як в українськомовному так і англійськомовному просторі, і їхня кількість тільки зростає. Дані блогери та спільноти представлені тут.

## Заходи для LEGO фанатів в Україні
В Україні тривалий час LEGO було чимось більшим, ніж просто дитячою забавкою. Це була пристрасть, яка жила у тисяч людей — тих, хто вірив, що з маленьких цеглинок можна будувати не лише моделі,а й мрії. Протягом років любов до конструктора об'єднувала фанатів — дітей, підлітків і дорослих — у справжню творчу спільноту. Із цієї невидимої нитки єдності народилися заходи LEGO фанатів: теплі зустрічі, виставки, фестивалі, де кожна модель — це частинка душі її автора. Тут не змагаються, а надихають. Тут збираються ті, хто роками зберігав у собі дитяче захоплення і перетворив його на мистецтво. Найвідомішими, зокрема є:
- LEGO Fest - виставка моделей та творчих проєктів від фанатів LEGO, що проходить у різних містах України [6].
- Всеукраїнський STEM-фестиваль Robotica — щорічний освітній фестиваль з акцентом на робототехніку, інженерію та LEGO конструювання, особливо серії Mindstorms і SPIKE [7][8].
- FANCON — фестиваль поп-культури на якому представлено фанатські експозиції, зокрема і LEGO.
- STEM-школа INVENTOR (в минулому технічна студії «Винахідник» [9]) — освітня мережа, яка навчає дітей інженерії, програмуванню та творчості за допомогою LEGO; проводить внутрішні турніри та виставки.
- UkrBricks Meeting — онлайн конференції у ZOOM та неформальні зустрічі спільноти, де проходить знайомство з новими учасниками, а також вирішуються важливі організаційні питання [10][11].
- Comic Con Ukraine — фестиваль гік-культури, на якому LEGO має окремі стенди з тематичними діорами, фанатськими моделями та інтерактивами для відвідувачів [12][13][10].
- FIRST LEGO League в Україні — STEM-програма для дітей 9-16 років. Ключові аспекти FLL — дослідження, робототехніка з LEGO та розвиток лідерських якостей [14][15][16][17].
- Kyiv Comic Con — фестиваль популярної культури у стилі комік-кон в Україні, що проводиться у травні на території виставкового центру «Український дім».
- Interpipe TechFest — фестиваль науки, техніки та сучасних технологій в Україні [18][19][20][21].
- FERREXPO ROBOT FEST — Міжнародний фестиваль робототехніки заснований в місті Горішні Плавні у 2015 році [22][23][24][25].

### COMIC CON UKRAINE 2021

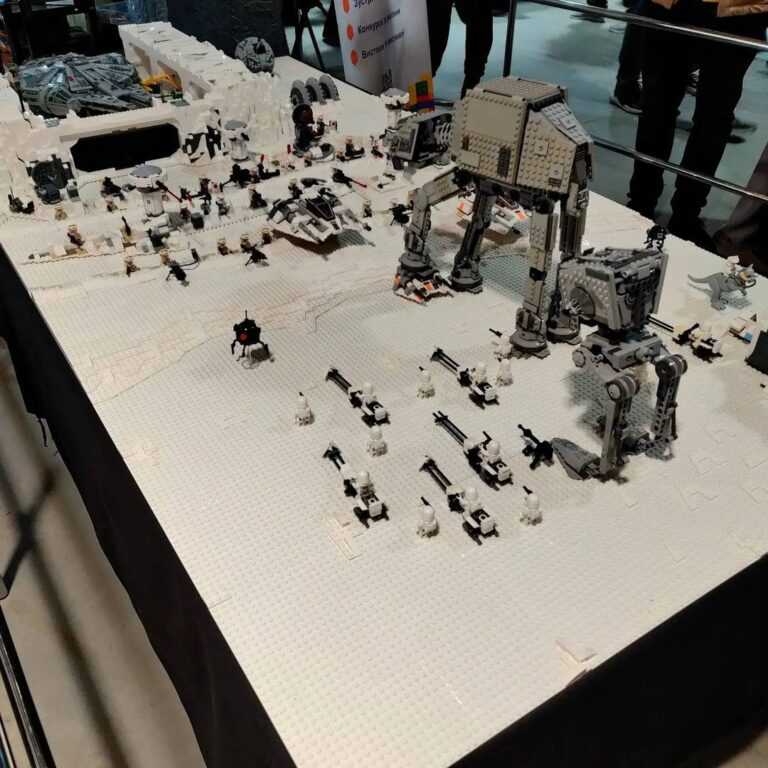
Частинка робіт з виставка на Comic Con Ukraine 2021

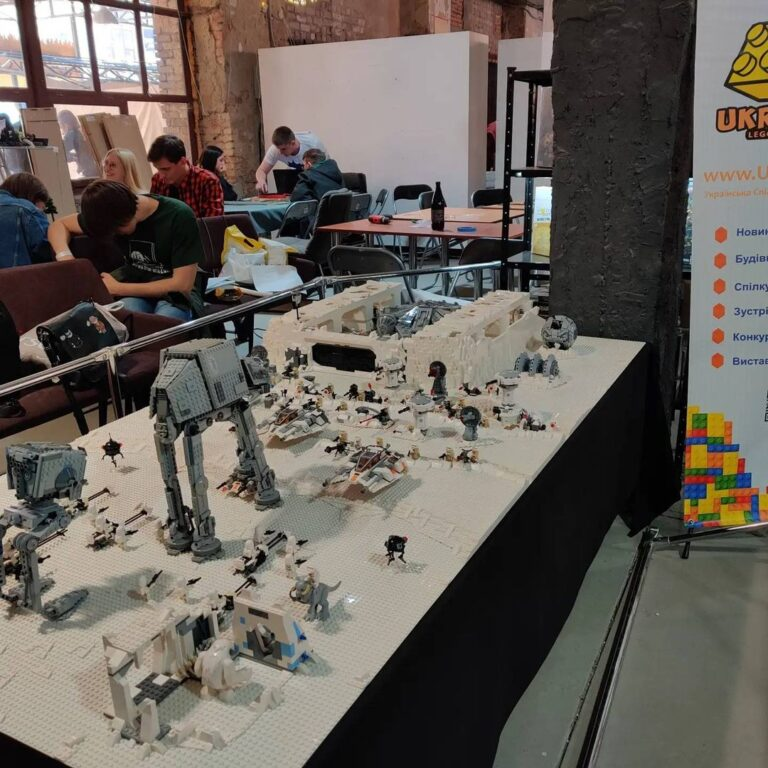
Частина робіт з виставки на Comic Con Ukraine 2021 (вид збоку)

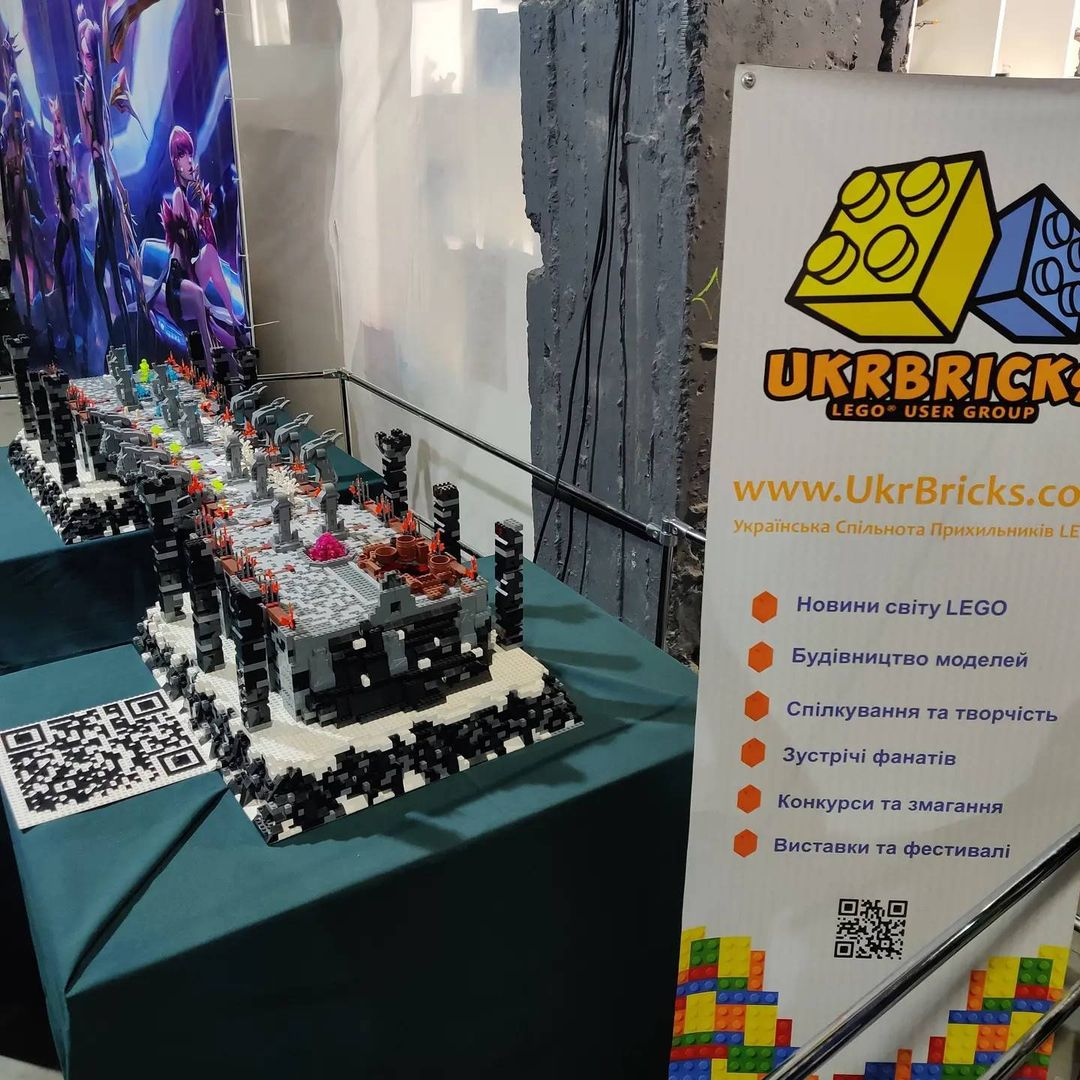
Головний погляд на виставку та банер [https://ukrbricks.com/bricks/ UkrBricks

### FANCON 2024

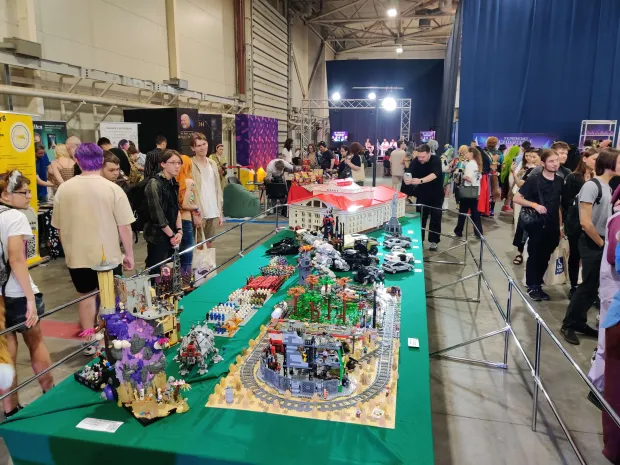
Права частина робіт з FANCON 2024

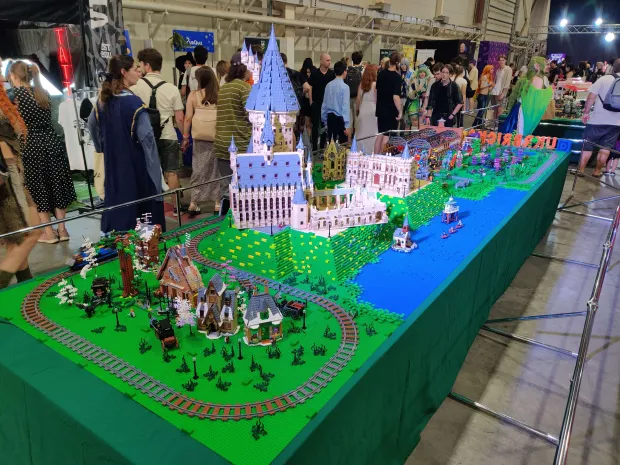
Ліва частина робіт з FANCON 2024

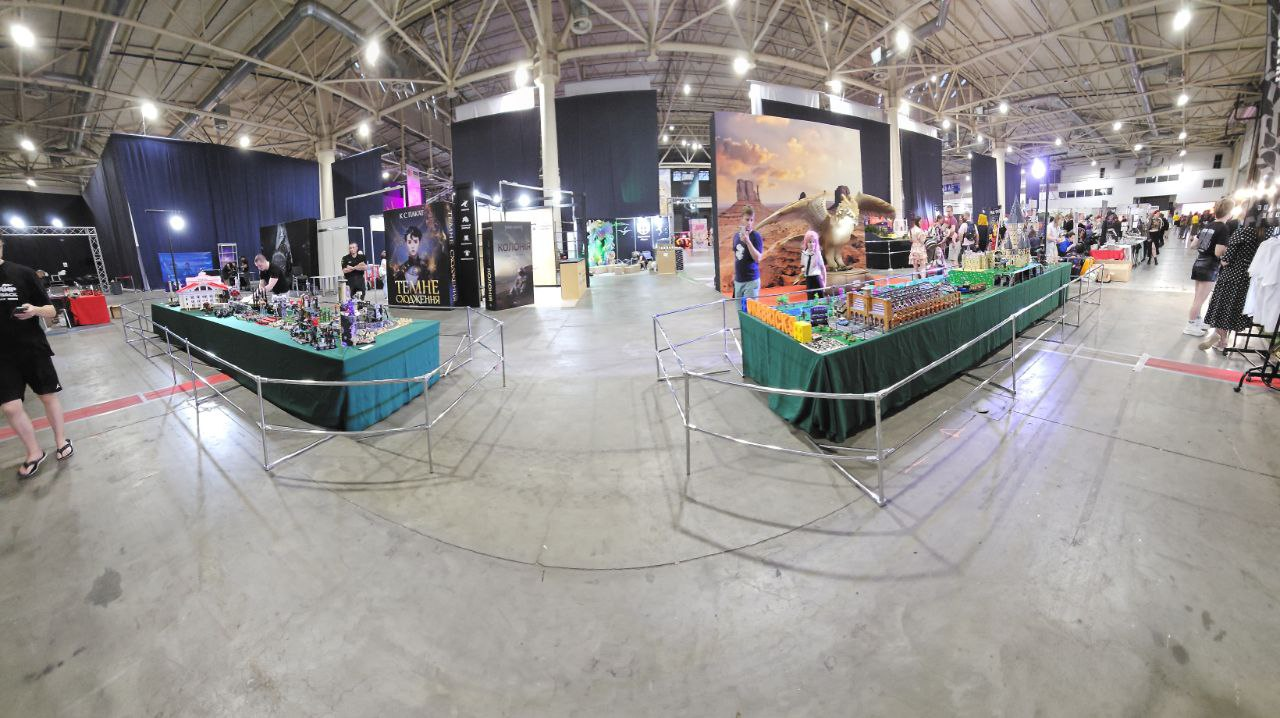
Всі Lego роботи на FANCON 2024

### TRAIN DAY 2024 у музеї мініатюри Miniland

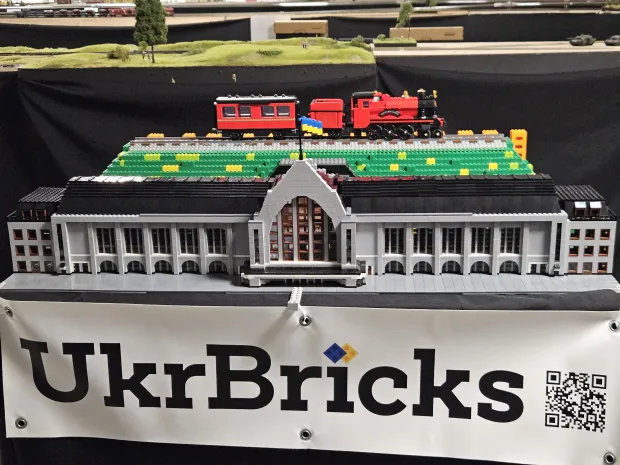
Train day 2024 у музеї мініатюри Miniland

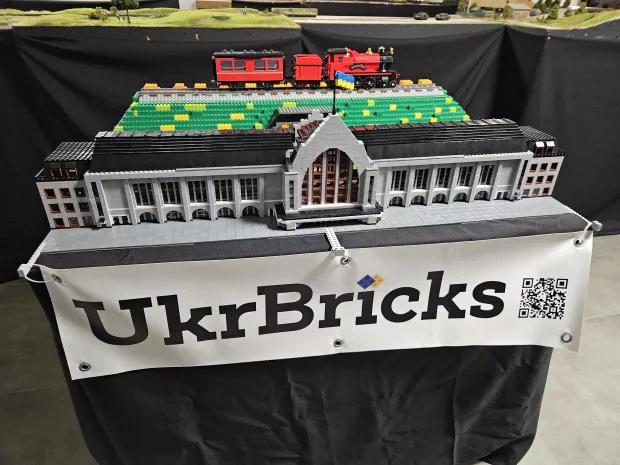
Train day 2024 у Miniland

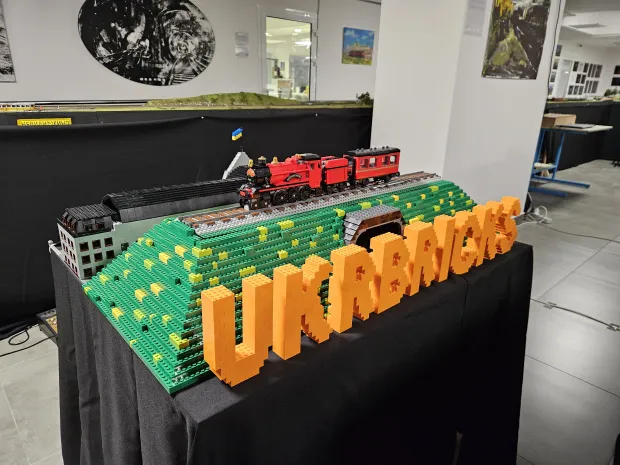
Train day 2024 у Miniland

### FANCON 2025

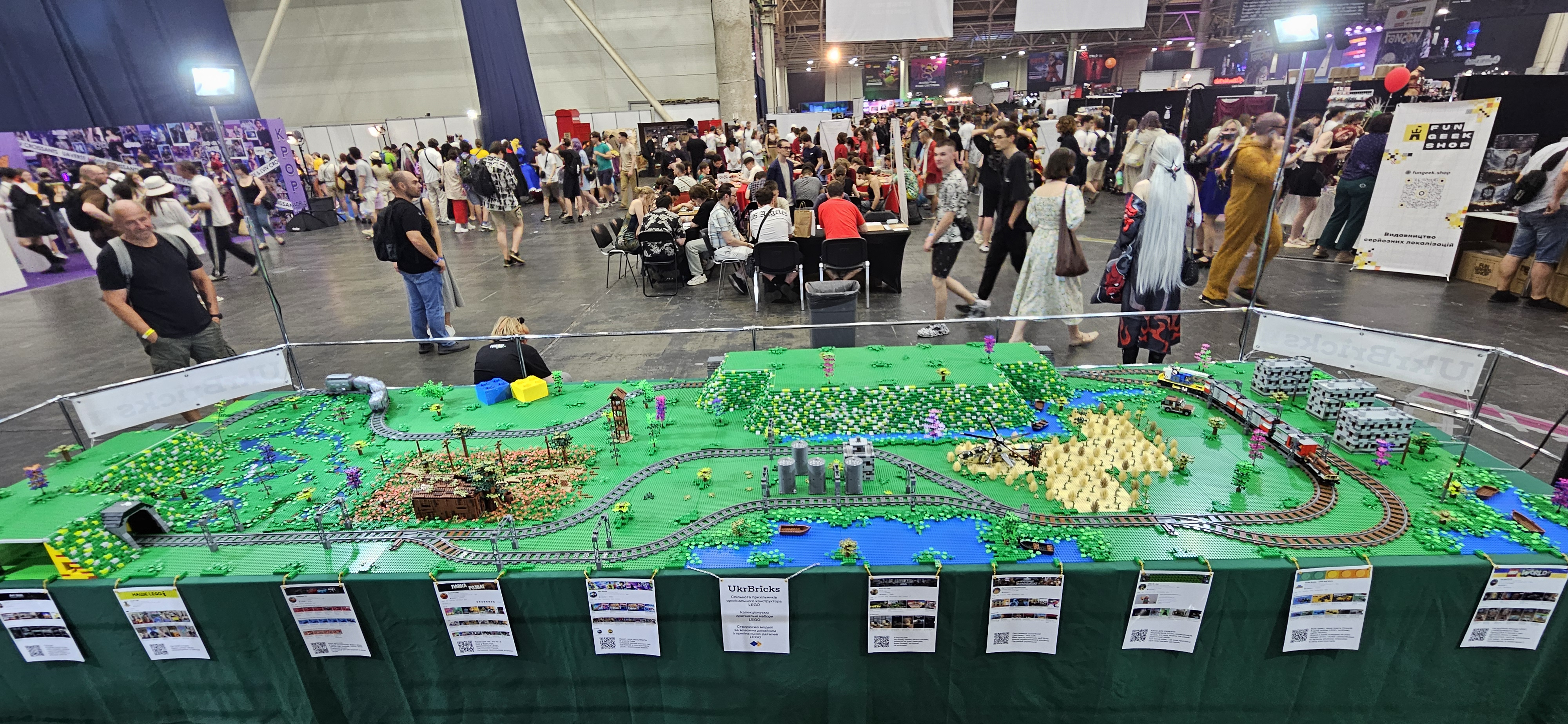
Стенд по грі S.T.A.L.K.E.R. 2 від LEGO-творців на FANCON 2025

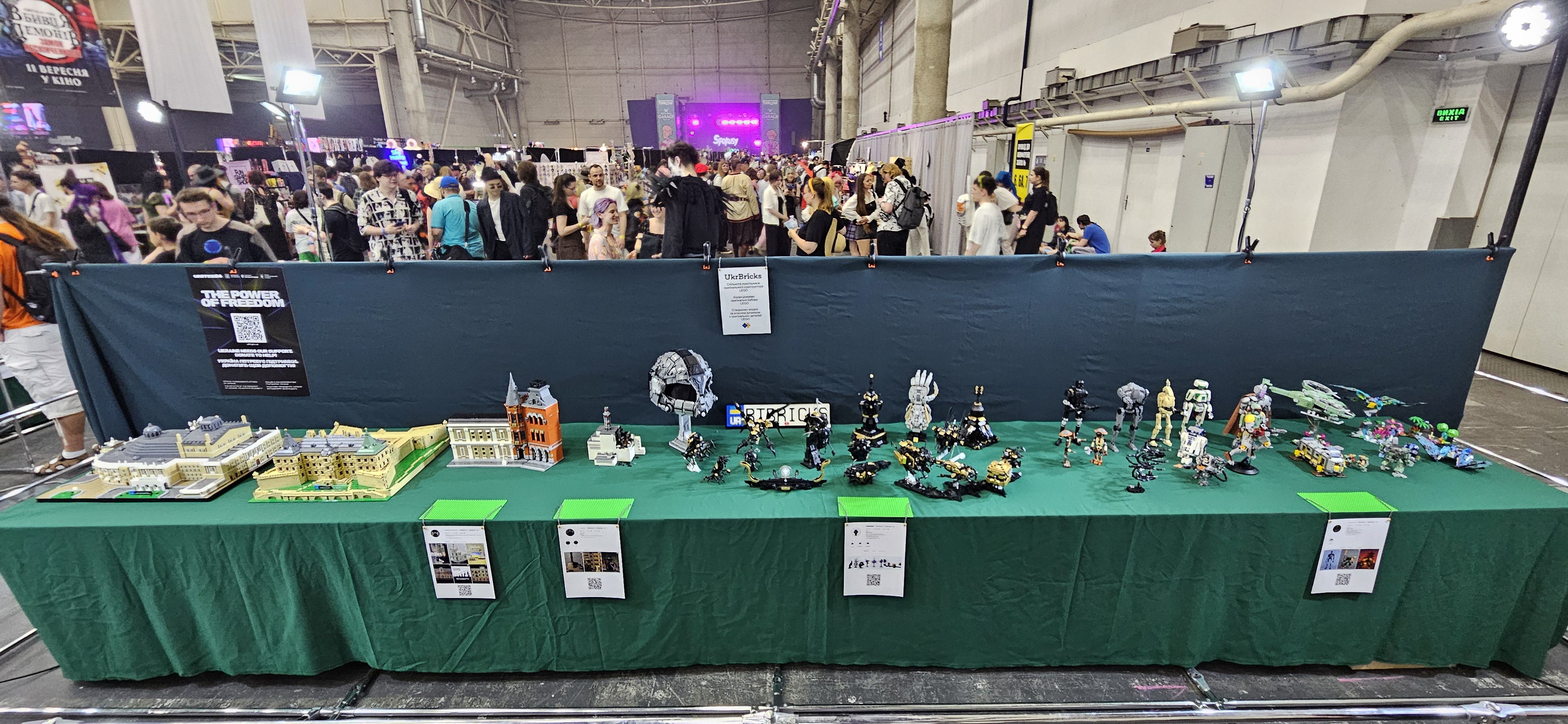
Другий стенд із роботами LEGO-творців на FANCON 2025

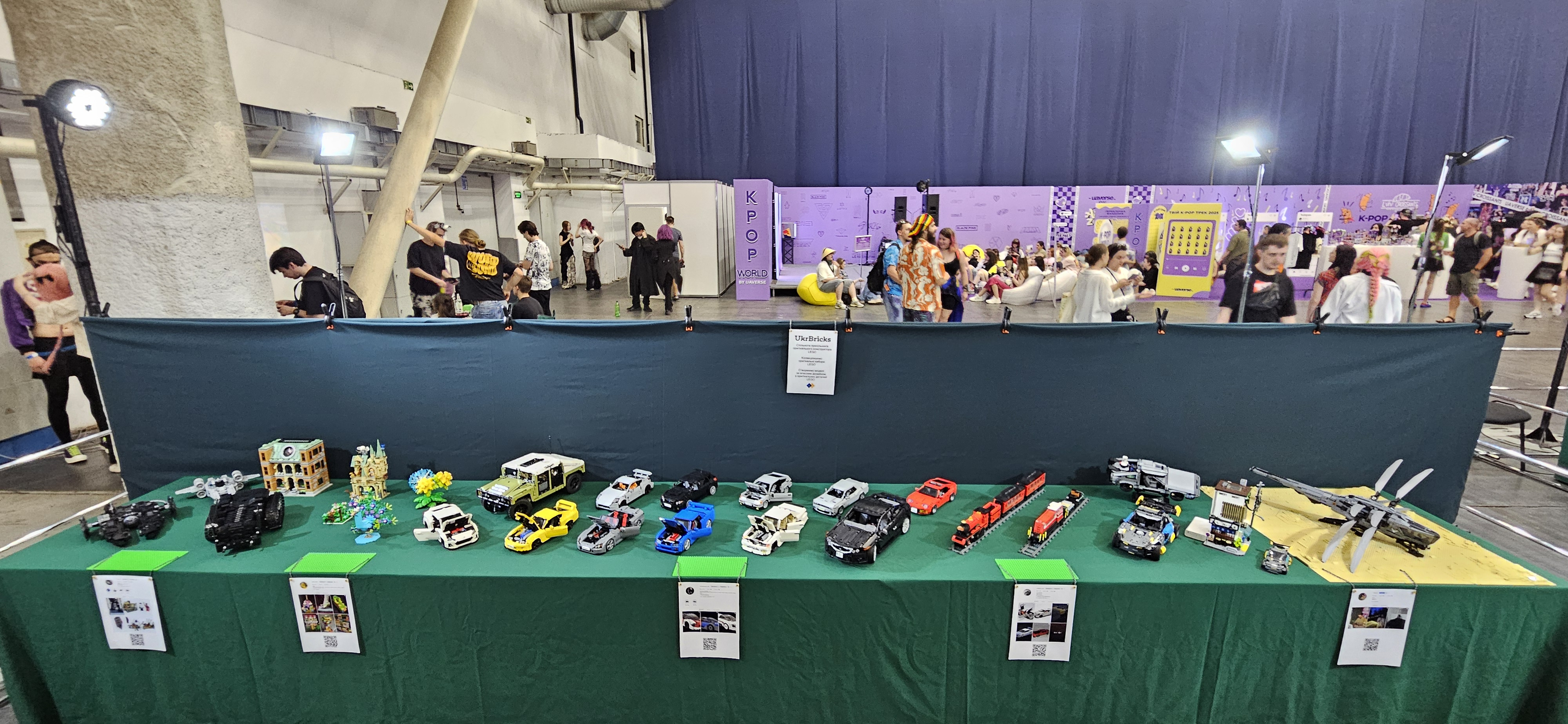
Перший стенд із роботами LEGO-творців на FANCON 2025

### ROBOTICA 2025

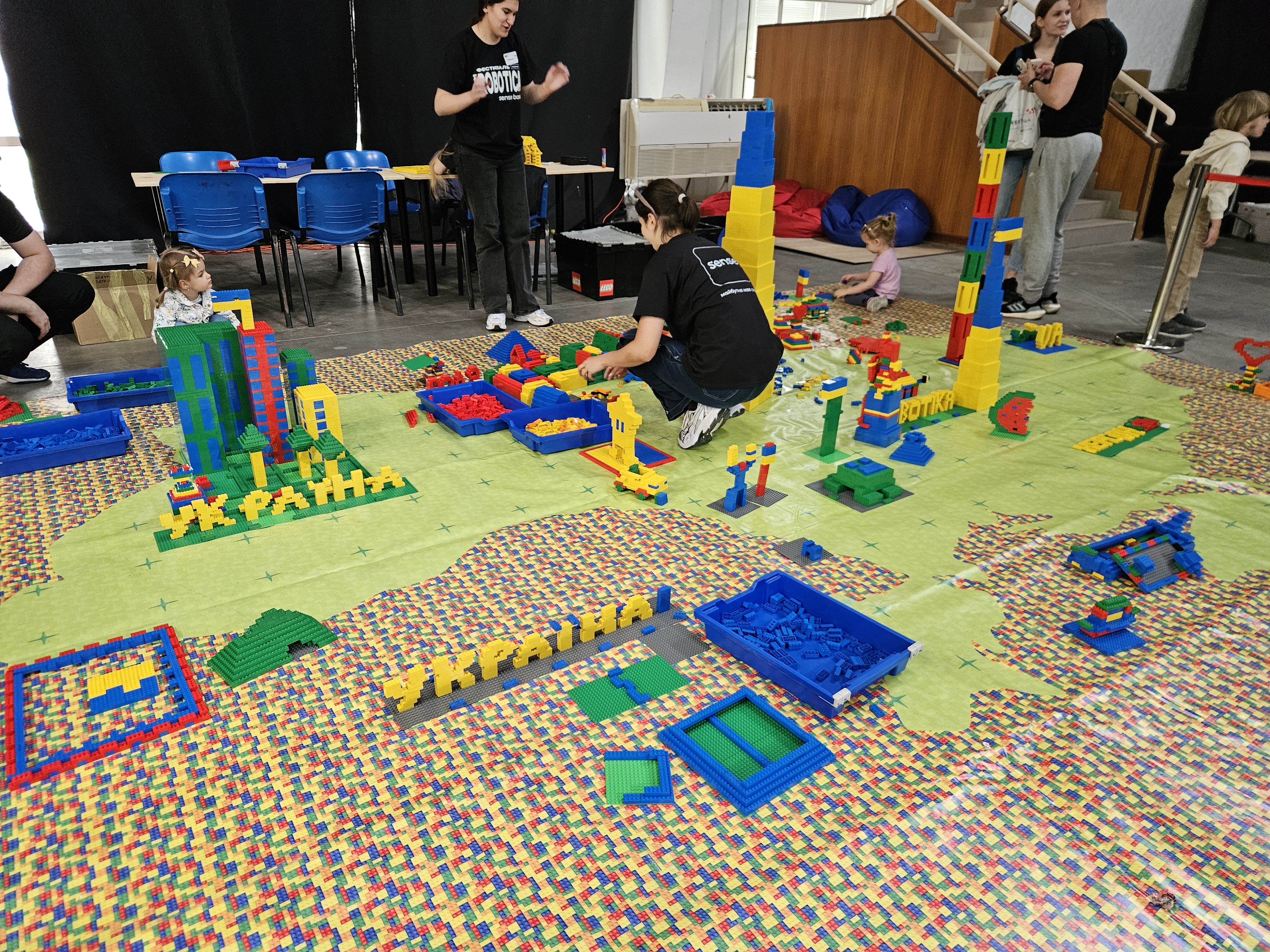
Карта України із LEGO будівлями на ROBOTICA 2025

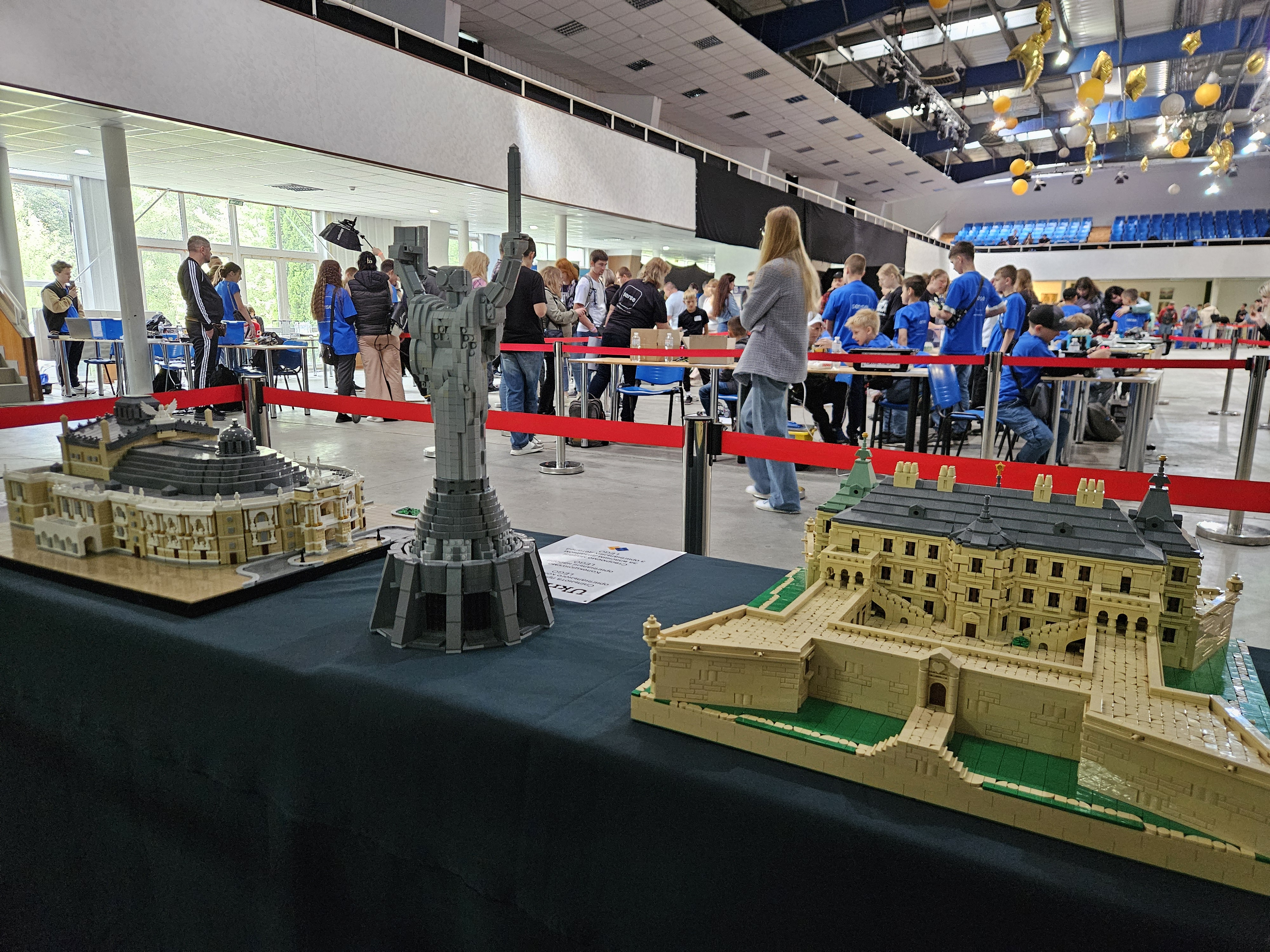
Стенд із роботами від UNITED 24 на ROBOTICA 2025

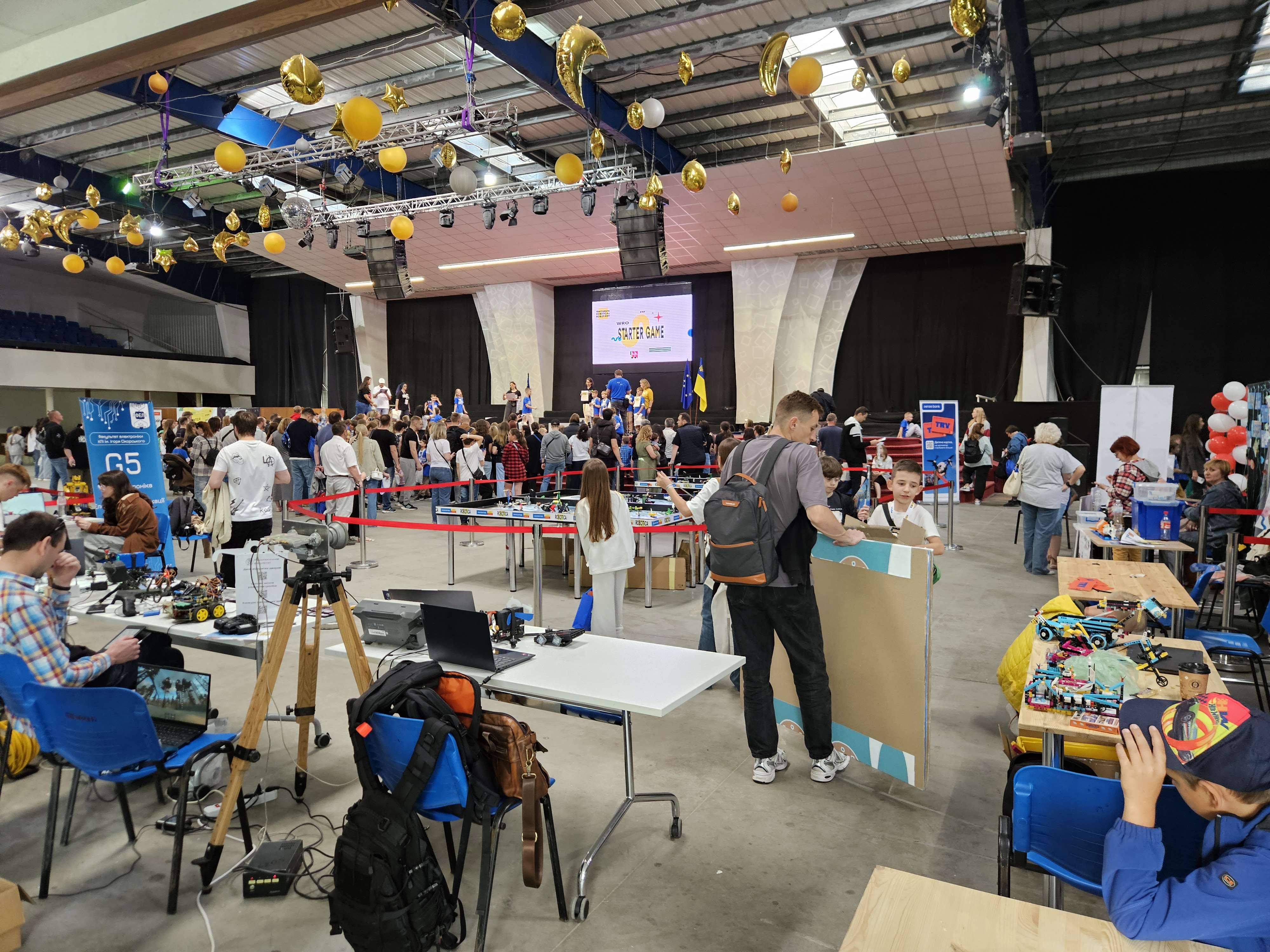
Другий день ROBOTICA 2025

## Розвиток та співпраця
- #LEGOwithUKRAINE — спільний проєкт LEGO Creators з UNITED24.

16 листопада 2023 року UNITED24 почала співпрацю з LEGO-творцями над спільним проєктом #LEGOwithUKRAINE — київська Україна-мати (Максим Мітякін, Україна), Водонапірна вежа Маріуполя (Євген Тонєв, США) та кримське Ластівчине гніздо (Артур Самков, Польща).  Кожен конструктор створений у п’ятьох екземплярах. Усі зібрані кошти будуть направлені на відбудову України. Мета #LEGOwithUKRAINE — розказати більше про Україну, популяризувати її видатні архітектурні пам'ятки та закохати у неї весь світ .
Проєкт поєднує благодійність із креативністю: усі зібрані кошти спрямовуються на підтримку України.
- #UKRAINEinLEGObricks — продовження міжнародної ініціативи на підтримку України.

15 травня 2024 року було анонсовано п'ять нових українських пам'яток в межах спільного проєкту #UKRAINEinLEGObricks — київські Золоті ворота (Ерік Лоу, США), Бахчисарайський Ханський палац (Мацей Коцот, Польща), Підгорецький замок (Марк Сегеді, США), Одеський національний академічний театр опери та балету (Даніель Задль, Німеччина) та Миколаївська астрономічна обсерваторія (Олександр Єрмолаєв, Україна). Кожен конструктор створений у трьох екзепмлярах. Усі зібрані кошти підуть на відбудову Великокостромської гімназії в Дніпропетровській області, куди 11 жовтня 2022 року влучила російська ракета .Ця серія також має благодійну мету: кошти, зібрані в межах проєкту, спрямують на відбудову Великокостромської гімназії в Дніпропетровській області, яка постраждала внаслідок ракетного удару 11 жовтня 2022 року .
- MINIMISTO — це архітектурний проєкт, у якому LEGO-архітектори відтворюють знищені росіянами об’єкти культурної спадщини України.

Мета проєкту — зберегти памʼять про втрачені історичні споруди, популяризувати українську архітектуру та продемонструвати її цінність через мову LEGO моделювання. MINIMISTO поєднує творчість, дослідження та громадянську позицію, привертаючи увагу до руйнувань та важливості культурної спадщини .
- Центр «ГРАНІ» — соціально-освітній простір

Який розміщується у Запоріжжі та використовує LEGO як інструмент для інклюзії, розвитку та арт-терапії. У центрі проходять заняття для дітей з інвалідністю, ВПО та молоді, де LEGO допомагає розвивати креативність, комунікацію та емоційну стійкість. Під час війни центр «ГРАНІ» став безпечним місцем, де LEGO заняття підтримують дітей у складних життєвих обставинах .

## Інше
- У листопаді 2021 року з'явився перший український набір у програмі "Lego Ideas". У цій програмі фанати можуть пропонувати свої ідеї для нових наборів. Якщо проєкт набирає 10 000 голосів, його розглядають дизайнери Lego [42].

Вінничанин Олексій Сторожук створив модель будинку Маккалістерів з фільму "Сам удома". У наборі 3955 деталей: сам будинок, фургон грабіжників, сцени з фільму та мініфігурки Кевіна, Гаррі, Марва, мами Кевіна і старого Марлі.
Набір став дуже популярним серед фанатів Lego і фільму. Роботу Олексія обрали серед тисяч інших завдяки підтримці спільноти та рішенню дизайнерів компанії . Це велике досягнення для автора і всієї української спільноти фанатів LEGO.
- У липні 2022 році LEGO Group припинила роботу в Росії[44], що було схвально сприйнято українською спільнотою. Українські фанати активно створюють тематичні MOC моделі на підтримку ЗСУ, волонтерських ініціатив та української ідентичності, зокрема MINIMISTO[45].
- У вересні 2022 року компанія чітко висловила свою солідарність з українцями та підтримала українських дітей донатом 16,5 мільйона доларів та повторним донатом 13,6 мільйона доларів. Гроші спрямували на благодійні фонди, для відбудови інфраструктури шкіл та навчальних закладів [46][47].

## Словничок абревіатур та жаргону
Фанати Lego придумали велику різноманітність жаргону, багато з якого є акронімами або ініціалами. The Lego Group також використовує деякі з цих термінів:
- ABS (Acrylonitrile Butadiene Styrene) — Акрилонітрилбутадієнстирол, тип пластику, з якого виготовляють LEGO [48][49].
- Ambassador — Абсадор, Член LUG, який представляє групу у спільноті LEGO [48].
- AFOL (Adult Fan of Lego) — дорослий(і) фанат(и) LEGO [48][50][51].
- AHOL (Adult Hobbyist of Lego) — дорослий(і) любитель(і) LEGO [52].
- ALE (Adult LEGO Enthusiast) — дорослий ентузіаст LEGO, деякі шанувальники LEGO воліють називатися ентузіастами, а не фанатами, намагаючись уникнути уявної стигми слова «фанатик».
- BAM (Built A Minifigure) — Збери мініфігурку,[53] мініфігурки, що продаються в роздрібних магазинах Lego, зрідка з ексклюзивними деталями.
- BI (Building Insturction) — інструкції зі складання [54].
- CC (Classic Castle) — класичний Castle,[54][52] популярна серія Lego, що вийшла з експлуатації.
- CON — З'їзд, де фанати LEGO демонструють свої саморобні моделі та спілкуються з іншими AFOL [48].
- FAFOL/FFOL/AFFOL (Female Adult Fan Of LEGO) — Доросла фанатка LEGO. Також відома як FFOL (жіноча фанатка LEGO) або AFFOL (доросла фанатка LEGO) [48].
- GWP (Gift With Purchase) — подарунок до покупки,[55] зазвичай ексклюзивний набір.
- KFOL (Kid Fan of Lego) — Дитячий фанат LEGO віком 5-12 років [48][56].
- LAN (Lego Ambassador Network) — Мережа амбасадорів Lego [57][58][51].
- LUG (Lego User(s) Group) — група користувачів Lego [54][52][57].
- MOC (My Own Creation) — моє власне творіння,[54][52][57] конструкція, зроблена без дотримання офіційних інструкцій LEGO.
- PAB (Pick-a-Brick) —  деталі, що продаються оптом у роздрібних магазинах Lego Stores[54].
- RLUG — Група зареєстрованих користувачів LEGO – LUG, офіційно визнана The LEGO Group[58].
- TFOL (Teenage Fan of Lego) — підліток(кі) фанат(и) LEGO[56].
- YFOL (Young (or Youth) Fan Of LEGO) — Юний (або юнацький) фанат LEGO[56].

## Корисні посилання
- Lego
- The Lego Group
- Історія іграшкового бренду LEGO — від початку до сьогодення Архівовано 15 квітня 2021 у Wayback Machine.] (укр.)
- LEGO-анімація
- Українські блогери в Маніфесті Архівовано 4 березня 2025 року у Wayback Machine.] (укр.)
- Відбірковий етап міжнародного турніру з робототехніки FIRST LEGO League вперше пройде у Львов (укр.)